# 喬·佩吉
約瑟夫·法蘭西斯·佩吉（英語：Joseph Francis Page，1918年7月23日—1999年8月14日），綽號「消防員」與「快樂獵犬」，為美國職棒大聯盟的投手。生涯曾效力於洋基與海盜。

## 職業生涯
1940年，佩吉與洋基隊簽約。1944年4月19日，佩吉登上大聯盟。他在菜鳥年就入選明星賽，該年他拿下4勝5敗，防禦率4.56。隔年他因為肩膀傷勢困擾，該年僅出賽20場比賽。不過他拿下6勝3敗，防禦率2.82。
1946年開始，佩吉不再成為全職先發投手，他有時候會擔任牛棚投手。該年他拿下9勝8敗，防禦率3.57，並拿下3次救援成功。1947年，佩吉僅先發2場比賽。該年他第二度入選明星賽，整年拿下14勝8敗，防禦率2.48。而他也以17次救援成功拿下救援王(雖然大聯盟從1969年開始才正式採計救援成功次數。)，其中他以後援投手身分拿下14勝也一度是美聯紀錄，直到1961年被另一名洋基球員Luis Arroyo給超越。這年佩吉在美聯MVP票選中排名第四。該年的世界大賽第七戰，佩吉也順利拿下救援成功。
1948年，他拿下16次救援成功，排名美聯第二。這年他單季投出77次三振，並且第三度入選明星賽。隔年，他投出13勝8敗，防禦率2.59。而他也以27次救援成功在美聯稱霸，並被提名至明星賽。1949年世界大賽，佩吉在第三戰後援奪勝，他也成為第一位拿下貝比·魯斯獎的選手。這年佩吉在美聯MVP票選上得到第三名。
1950年，佩吉表現開始出現下滑。這年他僅投出3勝7敗，防禦率5.04。他也未能入選洋基的季後賽名單內。1951年開始，佩吉便被下放至小聯盟。1953年，他甚至一度離開棒球界。不過他後來在1954年以自由球員身份與匹茲堡海盜隊簽約。不過他僅在海盜隊出賽7場比賽，防禦率高達11.17。最後他在6月1日被釋出，便消失在大聯盟中。
總計他生涯共拿下57勝49敗，防禦率3.53，拿下76次救援成功。打擊方面，他生涯的打擊率為2成05，並敲出2轟與26分打點。

## 去世
1980年4月21日，佩吉因為食道癌去世，享年62歲。

## 外部連結
- 球員資訊和成績在MLB，ESPN，Baseball-Reference，Fangraphs（英文）

| 前任： 首屆 | 貝比·魯斯獎 1949年 | 繼任： Jerry Coleman |